# Sa (kana)
さ în hiragana sau サ în katakana, (romanizat ca sa) este un kana în limba japoneză care reprezintă o moră. Caracterele hiragana și katakana sunt scrise fiecare cu trei linii. Kana さ și サ reprezintă sunetul pronunție în japoneză [sa].
Caracterul さ provine de caracterul kanji 左, iar サ provine de 散.

## Variante
Kana さ și サ se pot folosi cu semnul diacritic dakuten ca să reprezintă un alt sunet:
- ざ sau ザ reprezintă sunetul pronunție în japoneză [za] (romanizate ca za)[2]

## Folosire în limba ainu
În limba ainu, katakana サ reprezintă sunetul [sa] ~ [ʃa](1). Pentru acest sunete se folosește de asemenea katakana pentru shi (シ) în combinație cu katakana minuscul pentru ya (ャ) (scris ca シャ). Folosirea de variantele サ și シャ este după preferință.
(1)Sunetele [s] și [ʃ] sunt alofone în limba ainu

## Forme
| Formă                                   | Rōmaji      | Hiragana        | Katakana        |
| --------------------------------------- | ----------- | --------------- | --------------- |
| Fără semne diacritice: s- (さ行 sa-gyō) | sa          | さ              | サ              |
| Fără semne diacritice: s- (さ行 sa-gyō) | saa sā, sah | さあ, さぁ さー | サア, サァ サー |
| Cu semnul dakuten: z- (ざ行 za-gyō)     | za          | ざ              | ザ              |
| Cu semnul dakuten: z- (ざ行 za-gyō)     | zaa zā, zah | ざあ, ざぁ ざー | ザア, ザァ ザー |

## Ordinea corectă de scriere
|                                      |
| Ordinea corectă de scriere pentru さ |

|                                      |
| Ordinea corectă de scriere pentru サ |

## Alte metode de scriere
- Braille:

| ・－ －・ |

- Codul Morse: －・－・－